# Моше Кацав
Моше Кацав (на иврит משה קצב‎, на фарси موسى قصاب) е израелски политик и бивш президент на Израел (2000-07).
През август 1951 г. емигрира заедно със семейството си в Израел. По-късно става член на дясноцентристката партия Ликуд. От 1977 г. е член на Кнесета (израелския законодателен орган). Служи като министър на благосъстоянието и социалните дейности (1984-88), като министър на транспорта (1988-92) и като министър на туризма (1996-99). На 31 юли 2000 г. е избран за президент на страната.
През август 2006 г. Кацав става обект на обвинения в сексуални престъпления, които той отрича. През декември 2010 г. той е признат за виновен за две изнасилвания на своя подчинена в края на 90-те години, когато е министър на туризма, и за сексуален тормоз над други негови подчинени жени по време на президентския му мандат (2000-2007). През март 2011 г. е обявена присъдата – 7 години затвор и обезщетение в размер на 100 хиляди шекела.